# Jr.は〜い!ウェイターズ・トークラジオ
Jr.は〜い!ウェイターズ・トークラジオは、茨城放送で2000年4月から2001年3月まで放送されたラジオ番組である。内容は主に中学生向きの番組であった。なお、2000年10月よりウェイターズ・トークラジオとリニューアルされた。

## 放送時間
- Jr.は〜い！ウェイターズ・トークラジオ
  - 2000年4月〜9月　金曜24：30〜25：30
  - この時期茨城放送は終日放送をしておらず、全日共24：30で放送を終了していた（但し、一時期土日に限り25：00まで放送していた時期もあった）が、この番組のスタートで金曜のみ放送終了時刻が1時間繰り下がった。

- ウェイターズ・トークラジオ
  - 2000年10月〜2001年3月　日曜19：30〜20：00
  - ナイターシーズンが終わった事で番組がゴールデンタイムに移動された。なお、番組が開始される前に、古瀬俊介アナが「おっは〜。ガンバレ鹿島アントラーズの古瀬俊介です。」と言って今日の内容をウェイターズの方が言って番組がスタートした。なお、元々放送していた金曜深夜は、再び放送終了時間が24：30に繰り上げられた。

| スタブアイコン | サブスタブ | この項目は、まだ閲覧者の調べものの参照としては役立たない、ラジオ番組に関連した書きかけの項目です。この項目を加筆・訂正などしてくださる協力者を求めています（P:ラジオ/PJ:放送番組）。 |